# Pleasure to Kill
Pleasure to Kill ist das zweite Studioalbum der deutschen Thrash-Metal-Band Kreator. Es erschien im März 1986.

## Entstehung
Pleasure to Kill wurde unter Live-Bedingungen aufgenommen. Zu den Haupteinflüssen zählten Slayers Hell Awaits und Seven Churches von Possessed.
Nach Pleasure to Kill unternahm Kreator die erste Tour der Band.

## Rezeption
Das Album beeinflusste viele Death-Metal-Bands und half dabei, diesen Stil zu entwickeln. Es gilt als erster „Klassiker“ der Band. Die Website hailmetal.com bezeichnet es als „DAS einflussreichste Album aller Zeiten“, das zur Zeit der Veröffentlichung ein „Vorreiter des Thrash (und Death) Metal“ war und immer noch das „GROßARTIGSTE THRASH METAL ALBUM ALLER ZEITEN [sic!]“ sei. metalcrypt.com meint, dieses „thrashterpiece“ habe viele Bands zum Kopieren veranlasst, und empfiehlt jedem, der es noch nicht gehört hat, das nachzuholen.
Laut Vincent Jeffries von Allmusic ist das Album „nicht das beste, aber das bedeutendste“ von Kreator. Die Website sputnikmusic.com vergibt für das Album dreieinhalb von fünf Punkten. Der Rezensent findet die Gitarre undurchdacht, aber „mit großem Können gespielt“. Er findet aber das Schlagzeugspiel gut und vergibt dafür fünf von fünf Punkten.

## Titelliste
1. Choir of the Damned (Intro) – 1:40
2. Rippin Corpse – 3:36
3. Death Is Your Saviour – 3:58
4. Pleasure to Kill – 4:11
5. Riot of Violence – 4:56
6. The Pestilence – 6:58
7. Carrion – 4:48
8. Command of the Blade – 3:57
9. Under the Guillotine – 4:38

Wiederveröffentlichungen enthalten außerdem die Lieder Flag of Hate, Take Their Lives und Awakening of the Gods von der EP Flag of Hate.
Die Lieder richten sich an den Zuhörer, der mit „Du“ angesprochen wird. Die meisten Texte thematisieren Zombies oder detailliert beschriebene Gewalt.

### Choir of the Damned
Dieses instrumentale Intro diente der Band in der Folgezeit oft als Intro für Liveauftritte.

### Rippin Corpse
Aus der Perspektive des Erzählers, der den Zuhörer in die Handlung als den Erlebenden einbezieht, wird ein Mord von einem Zombie, dem „Ripping Corpse“, beschrieben, der zuerst das Herz seiner Frau isst und sie anschließend verstümmelt. Am Ende ist der Zuhörer allein, der Zombie kommt auf ihn zu („Now he's close to you; His eyes are cold and cruel; Fear is in your heart“), es wird aber offengelassen, ob er auch getötet wird oder nicht.

### Death Is Your Savior
Der Text handelt von einem Kriegsgott, der die Menschen „jagt“ und ihnen „keine Ruhe lässt“.

### Pleasure to Kill
Das Lied wird bei fast jedem Auftritt von Kreator gespielt. Es handelt von einem Zombie, der sich aus seinem Sarg „erhebt“, mit dem einzigen Ziel, „viele Leben zu nehmen“. Es enthält detaillierte Beschreibungen des Mordens und des Geisteszustands des Zombies („Nothing will set me free; And so I kill until excess“).

### Riot of Violence
Der moralische Verfall der Welt wird beschrieben: Einem tödlich verletzten Mann, der auf der Straße liegt, wird nicht geholfen, da die Leute an ihm vorbeilaufen und sich fragen, warum sie ihm helfen sollten („Why should we care about him? he will die today“). Eine Blume auf einem Feld voller Toten erinnert noch „an die Welt, wie sie früher war“, aber auch sie wurde „mit Gewalt weggetreten“.

### The Pestilence
Das Lied handelt von einer durch die Pest zerstörten Gesellschaft. Das „Ende aller Kulturen“ ist nahe, selbst die Götter haben die Welt schon aufgegeben. Von einem Virus befallene Untote haben nur das Ziel, zu töten („Terror is their only aim“), während andere ihnen dabei tatenlos zusehen.

### Carrion
Zum ersten und einzigen Mal auf dem gesamten Album wird Satan erwähnt. Zusammen mit dem Tod bringt er Verderben über die Welt und Zombies terrorisieren die noch Lebenden. Es gibt „keinen Ausweg“, man kann zwar auf „Gott warten, falls es einen gibt“, aber selbst ihn „interessierts nicht“.

### Command of the Blade
In diesem Lied wird zum ersten und einzigen Mal der Dämon erwähnt, nach dem Kreator benannt ist. Der „Kreator“ hat den Auftrag, den Zuhörer zu töten, sobald er diesen ausgeführt hat, reitet er zurück um einen neuen entgegenzunehmen. Der Dämon wird detailliert beschrieben, er hat „schwarze Haare und rot glühende Augen“ („His hair is black, his eyes are glowin' red“).

### Under the Guillotine
Der kurze Text richtet sich an den Zuhörer, der unter der Guillotine liegt. Er ist „zu stolz, um zu schreien oder um Gnade zu flehen“, aber als er die „Axt des Todes“ erblickt, rollen „Tränen seine Wangen herunter“ und er erkennt, dass er jetzt „für seine Dummheiten bezahlen“ muss.

### Flag of Hate
Das Lied handelt von einer Armee, die die Welt zerstören will („destroy the world is our only aim“). Die einzige Möglichkeit, sie aufzuhalten, besteht darin, die „Flagge des Hasses“ („flag of hate“) hochzuheben und sie niederzuschlagen.

### Take Their Lives
Es geht um einen Mann, der aus seinem normalen Leben ausbrechen will.(„Normal man of the civilisation; Is that what you wanted to be?“) Er sperrt seine Kinder im Keller ein, hackt ihnen mit einer Axt Gliedmaßen ab und tötet sie schließlich. Er weiß, dass er dafür bezahlen werden muss, weswegen er flüchtet. („Your crimes complete and you will pay, they'll hunt you to the ground; Your days are counted now you have to run“)

### Awakening of the Gods
Dieses Lied prangert die Religion an. Die Götter sind voller Lügen („See their eyes filled with lies“), ein Atomkrieg wäre ihnen völlig egal („watching their terror and care in no way“). Die Ungerechtigkeit wird durch die Betonung hervorgehoben, dass der Sinn des Lebens nicht gefunden werden kann, und man deshalb „alles akzeptiert, was einem passiert“.

## Trivia
- Varg Vikernes von Burzum hatte auf der Rückfahrt von Øystein Aarseths Wohnung nach dessen Ermordung ein Pleasure to Kill-Sweatshirt an, da seine anderen Kleider blutig waren.[11]
- Das Lied Flag of Hate ist auch auf Kreators Debütalbum Endless Pain vorhanden.
- In der deutschen Netflix-Serie Dark (2017) wird das Lied Pleasure to Kill vom Charakter Ulrich Nielsen mehrmals zitiert. Der zitierte Satz "My only aim is to take many lives, The more the better I feel" wird auf dem Album zum ersten Mal bei Sekunde 33 gesungen, was ein versteckter Hinweis auf den in der Serie vorkommenden 33-Jahre-Zyklus sein könnte.